# S mondatok
Az S mondatok (az angol Safety rövidítéséből) használatát a veszélyes anyagoknál a 67/548/EGK irányelv írja elő. A mondatok legfrissebb változatát a 2001/59/EK irányelv tartalmazza, amelyet a magyar jogba a 44/2000. (XII. 27.) EüM rendelet ültetett át.

(Az egyes S mondatoknál hiányzó magyarázat a törölt, vagy más mondatba áthelyezett biztonsági intézkedésre utal.)
„A veszélyes anyagokkal kapcsolatos óvintézkedésekre utaló S mondatok” magyar nyelvű listája az alábbi (az egyszerű és az összetett mondatok külön listában):

## Egyszerű S mondatok
| (S1) | Elzárva tartandó. |
| (S2) | Gyermekek kezébe nem kerülhet. |
| S3   | Hűvös helyen tartandó. |
| S4   | Lakóterülettől távol tartandó. |
| S5   | … alatt tartandó (a folyadékot a gyártó határozza meg). |
| S6   | … alatt tartandó (az inert gázt a gyártó határozza meg). |
| S7   | Az edényzet légmentesen lezárva tartandó. |
| S8   | Az edényzet szárazon tartandó. |
| S9   | Az edényzet jól szellőző helyen tartandó. |
| S12  | A tartályt nem szabad légmentesen lezárni. |
| S13  | Élelmiszertől, italtól és takarmánytól távol tartandó. |
| S14  | …-tól/-től távol tartandó [az összeférhetetlen anyago(ka)t a gyártó határozza meg].                                                                             |
| S15  | Hőhatástól távol tartandó. |
| S16  | Gyújtóforrástól távol tartandó – tilos a dohányzás. |
| S17  | Éghető anyagoktól távol tartandó. |
| S18  | Az edényzetet óvatosan kell kezelni és kinyitni. |
| S20  | Használat közben enni, inni nem szabad. |
| S21  | Használat közben tilos a dohányzás. |
| S22  | Az anyag porát nem szabad belélegezni. |
| S23  | A keletkező gázt/füstöt/gőzt/permetet nem szabad belélegezni (a gyártó határozza meg).                                                                          |
| S24  | A bőrrel való érintkezés kerülendő. |
| S25  | Kerülni kell a szembejutást. |
| S26  | Ha szembe jut, bő vízzel azonnal ki kell mosni és orvoshoz kell fordulni.                                                                                       |
| S27  | A szennyezett ruhát azonnal le kell vetni/venni. |
| S28  | Ha az anyag a bőrre kerül, …-val/vel bőven azonnal le kell mosni (az anyagot a gyártó határozza meg).                                                           |
| S29  | Csatornába engedni nem szabad. |
| S30  | Soha nem szabad vízzel keverni. |
| S33  | A sztatikus feltöltődés ellen védekezni kell. |
| S35  | Az anyagot és az edényzetét megfelelő módon ártalmatlanítani kell.                                                                                              |
| S36  | Megfelelő védőruházatot kell viselni. |
| S37  | Megfelelő védőkesztyűt kell viselni. |
| S38  | Ha a szellőzés elégtelen, megfelelő légzőkészüléket kell használni.                                                                                             |
| S39  | Szem-/arcvédőt kell viselni. |
| S40  | A padlót és a beszennyeződött tárgyakat …-val/-vel kell tisztítani (az anyagot a gyártó határozza meg).                                                         |
| S41  | Robbanás vagy tűz esetén a keletkező gázokat nem szabad belélegezni.                                                                                            |
| S42  | Füst-/permetképződés esetén megfelelő légzésvédőt kell viselni (típusát a gyártó adja meg).                                                                     |
| S43  | Tűz esetén …-val/-vel oltandó (az anyagot a gyártó határozza meg). Ha a víz használata fokozza a veszélyt, "Víz használata tilos" mondatot is hozzá kell tenni. |
| S45  | Baleset vagy rosszullét esetén azonnal orvost kell hívni. Ha lehetséges, a címkét meg kell mutatni.                                                             |
| S46  | Lenyelése esetén azonnal orvoshoz kell fordulni, az edényt/csomagolóburkolatot és a címkét az orvosnak meg kell mutatni.                                        |
| S47  | …°C feletti hőmérsékleten nem tárolható (a gyártó határozza meg).                                                                                               |
| S48  | …-val/-vel nedvesen tartandó (az anyagot a gyártó határozza meg).                                                                                               |
| S49  | Csak az eredeti edényzetben tárolható. |
| S50  | …val/-vel nem keverhető (az anyagot a gyártó határozza meg). |
| S51  | Csak jól szellőztetett helyen használható. |
| S52  | Nagy felületű, tartózkodásra alkalmas helyiségekben nem használható.                                                                                            |
| S53  | Kerülni kell az expozíciót, – használatához külön utasítás szükséges.                                                                                           |
| S56  | Az anyagot és edényzetét veszélyes-, vagy speciális hulladék gyűjtőhelyre kell vinni.                                                                           |
| S57  | A környezetszennyezés elkerülésére megfelelő edényzetet kell használni.                                                                                         |
| S59  | A hulladékanyag visszanyeréséhez/újrahasznosításához a gyártótól/forgalmazótól kell tájékoztatást kérni.                                                        |
| S60  | Az anyagot és/vagy edényzetét veszélyes hulladékként kell ártalmatlanítani.                                                                                     |
| S61  | Kerülni kell az anyag környezetbe jutását. Speciális adatokat kell kérni. (Biztonsági adatlap.)                                                                 |
| S62  | Lenyelés esetén hánytatni tilos: azonnal orvoshoz kell fordulni és megmutatni az edényzetet vagy a címkét.                                                      |
| S63  | Belégzés miatt bekövetkező baleset esetén a sérültet friss levegőre kell vinni és biztosítani számára a nyugalmat.                                              |
| S64  | Lenyelés esetén a szájat vízzel öblítjük ki (csak abban az esetben ha a sérült nem eszméletlen).                                                                |

## Összetett S mondatok
| (S1/2)     | Elzárva és gyermekek számára hozzáférhetetlen helyen tartandó. |
| S3/14      | Hűvös helyen, …-tól/-től távol tartandó [az összeférhetetlen anyag(oka)t a gyártó határozza meg].                                                                   |
| S3/7       | Az edényzet jól lezárva, hűvös helyen tartandó. |
| S3/7/9     | – (Törölve) |
| S3/9       | – (Törölve) |
| S3/9/14    | Hűvös, jól szellőző helyen, …-tól/-től távol tartandó [az összeférhetetlen anyag(oka)t a gyártó határozza meg].                                                     |
| S3/9/14/49 | Hűvös, jól szellőző helyen, …-tól/-től távol, csak az eredeti edényzetben tárolható [az összeférhetetlen anyag(oka)t a gyártó határozza meg].                       |
| S3/9/49    | Hűvös, jól szellőző helyen, csak az eredeti edényben tárolható. |
| S7/47      | Az edényzet légmentesen lezárva …°C hőmérsékletet nem meghaladó helyen tárolható (a hőmérsékletet a gyártó határozza meg).                                          |
| S7/8       | Az edényzet légmentesen lezárva, szárazon tartandó. |
| S7/9       | Az edényzet légmentesen lezárva és jól szellőző helyen tartandó. |
| S20/21     | A használat közben enni, inni és dohányozni nem szabad. |
| S24/25     | Kerülni kell a bőrrel való érintkezést és a szembejutást. |
| S27/28     | Ha az anyag a bőrre jut, a szennyezett ruhát rögtön le kell vetni és a bőrt kellő mennyiségű …- val/-vel azonnal le kell mosni (az anyagot a gyártó határozza meg). |
| S29/35     | Csatornába engedni nem szabad. Az anyagot és edényzetét megfelelő módon ártalmatlanítani kell.                                                                      |
| S29/56     | Csatornába engedni nem szabad, az anyagot és az edényzetét a veszélyes- vagy speciális hulladék gyűjtőhelyre kell vinni.                                            |
| S36/37     | Megfelelő védőruházatot és védőkesztyűt kell viselni. |
| S36/37/39  | Megfelelő védőruházatot, védőkesztyűt és szem-/arcvédőt kell viselni.                                                                                               |
| S36/39     | Megfelelő védőruházatot és szem-/arcvédőt kell viselni. |
| S37/39     | Megfelelő védőkesztyűt és arc-/szemvédőt kell viselni. |
| S47/49     | …°C hőmérsékleten, csak az eredeti edényzetben tárolható (a hőmérsékletet a gyártó határozza meg).                                                                  |

## Lásd még
- R mondatok
- Globálisan Harmonizált Rendszer

## Külső hivatkozások
- Fodor József Országos Közegészségügyi Központ